# MADアーキテクツ
 MADアーキテクツ(マッドアーキテクツ, MAD Architects, MAD Studio)は、中国の北京を本拠地とするアトリエ系建築設計事務所。ロサンゼルス、ニューヨーク、ローマにも拠点を置く。ともにザハ・ハディド・アーキテクツ出身の馬岩松(マー・ヤンソン)と日本人建築家の早野洋介らによって設立され、のちに合流した党群(ダン・チュン)らを加えて運営されている。

## 主要作品
- アブソリュート・ワールド(2012年, カナダ・ミシサガ)
- オルドス博物館（中国語版）(2011年, 中国・オルドス)[3]
- ハルビン大劇院（中国語版）(2013年, 中国・ハルビン)[4]
- クローバーハウス(2015年, 日本・岡崎市)[5]
- ルーカス美術館(建設中, アメリカ・ロサンゼルス)※映画監督であるジョージ・ルーカスの美術館[6]
- 深圳ベイカルチャーパーク(建設中, 中国・深圳)
- シェラトン湖州温泉リゾート（中国・湖州）

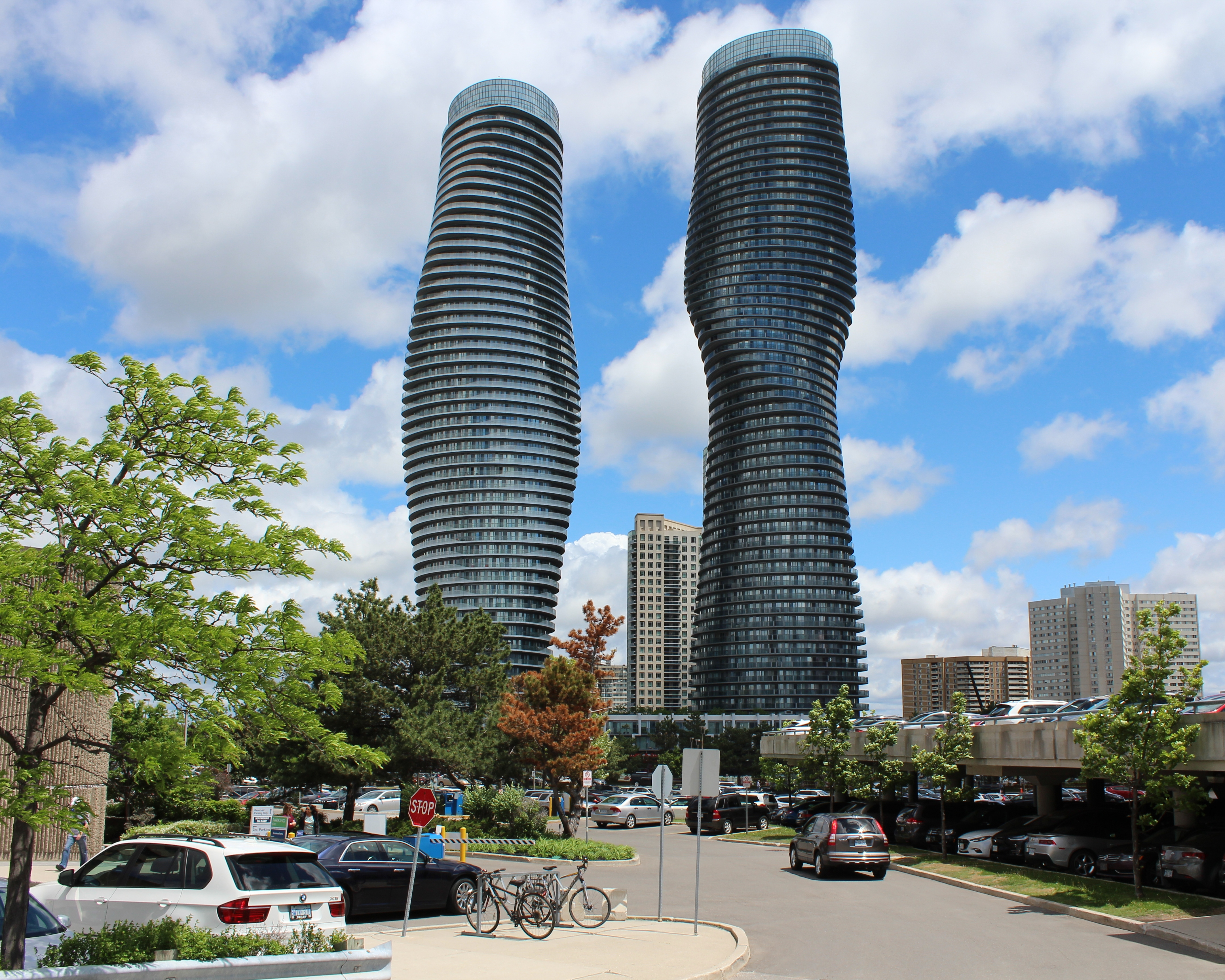
アブソリュート・タワー
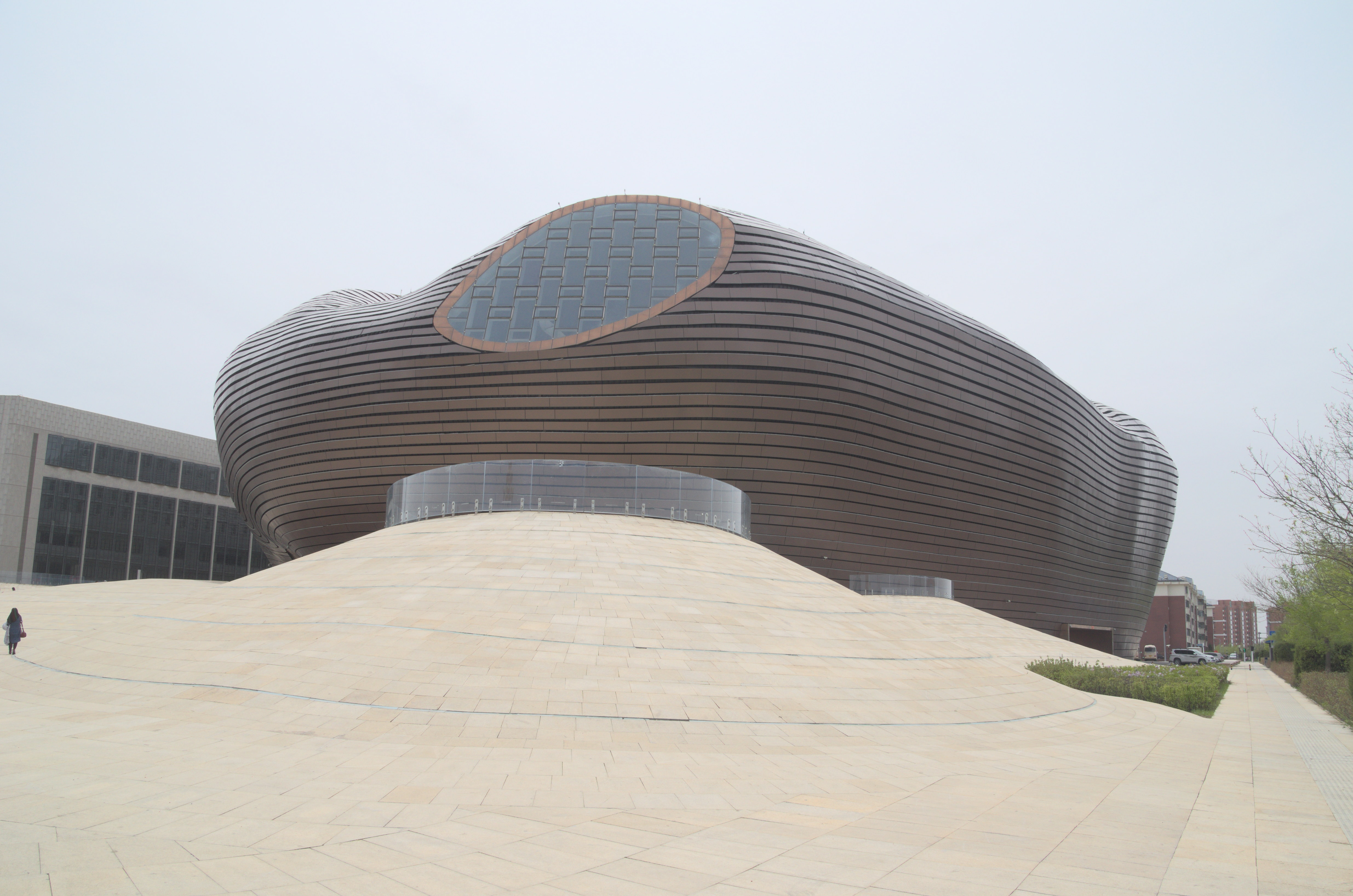
オルドス博物館
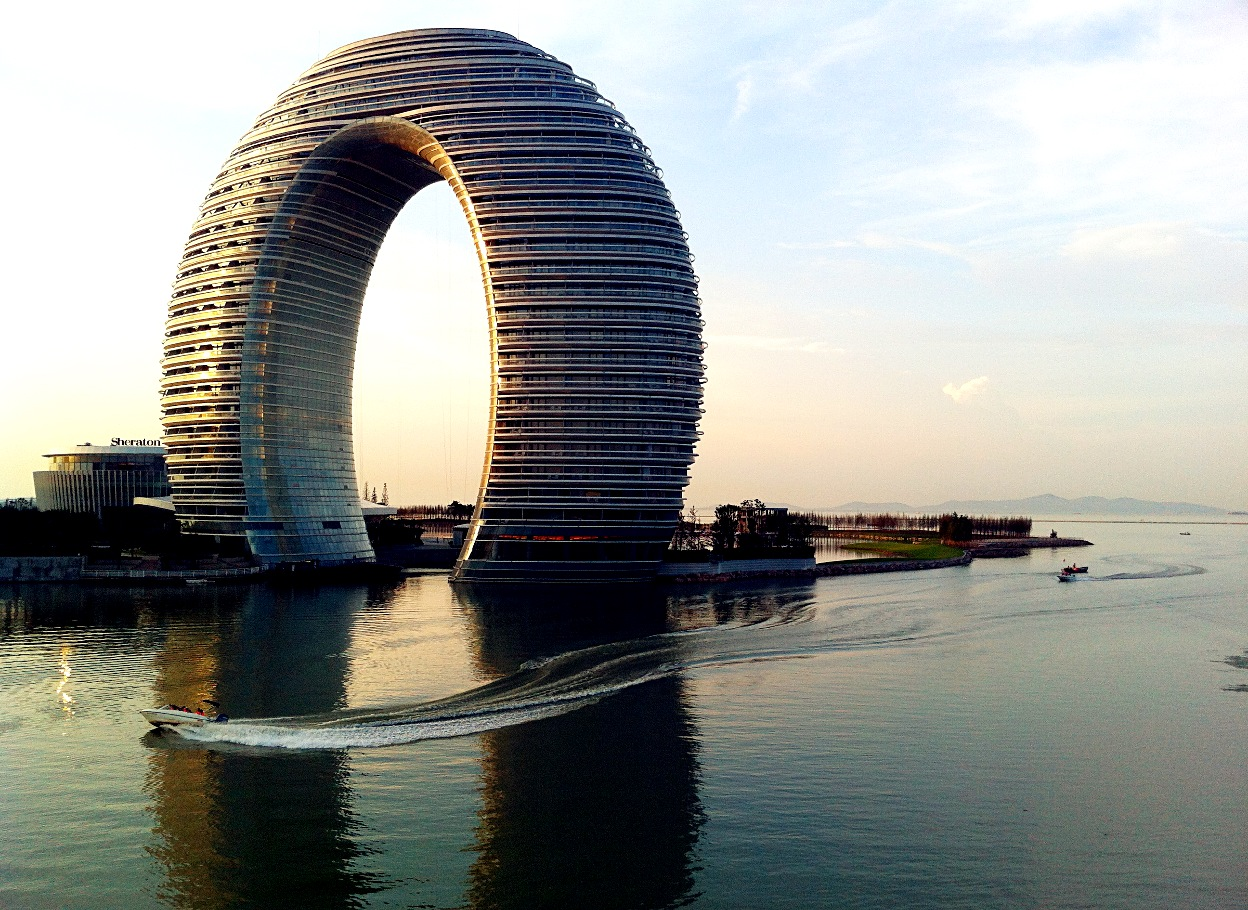
シェラトン湖州
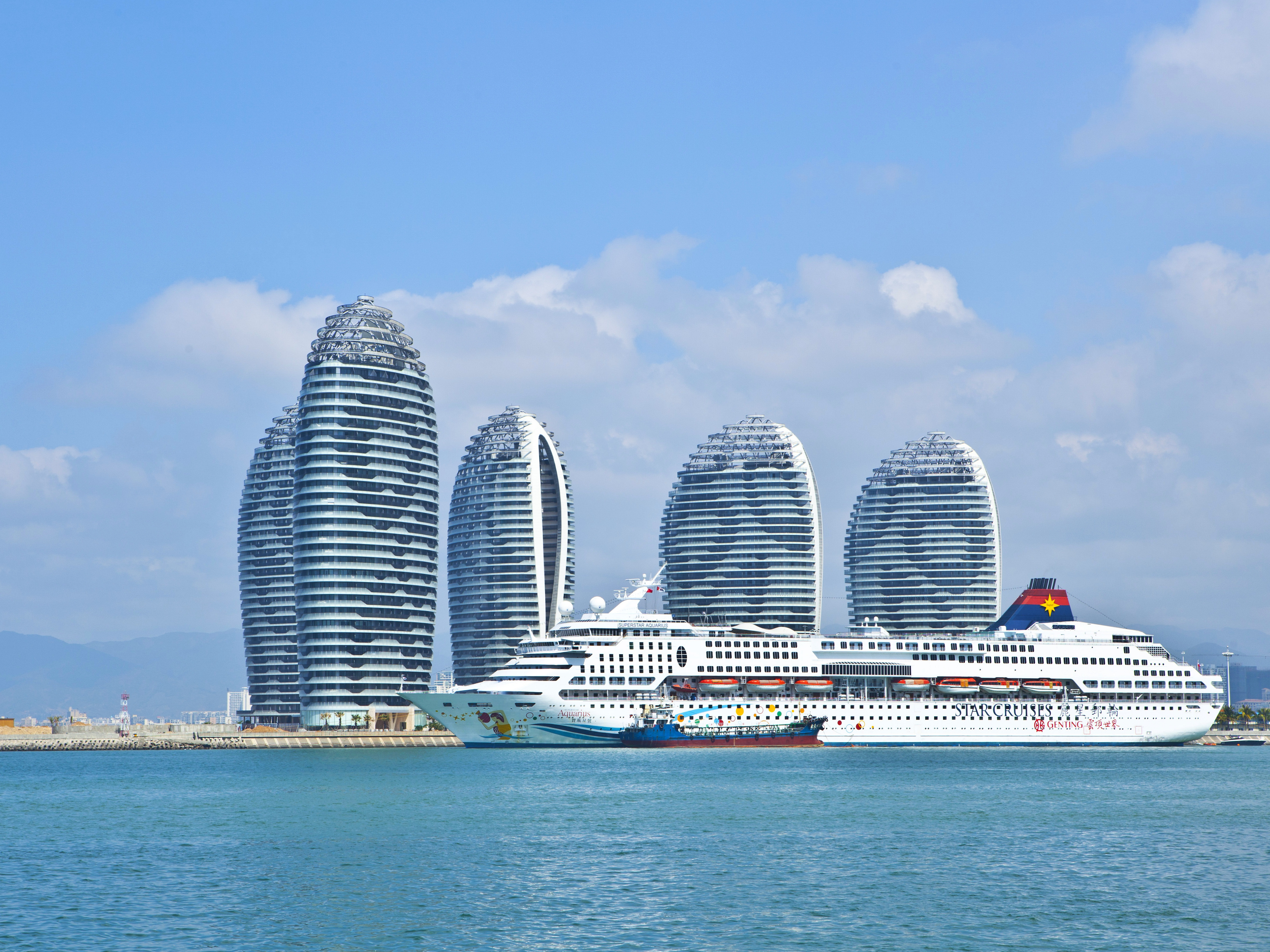
三亜鳳凰島